# لازمة (موسيقى)

تدوين موسيقي للازمة أغنية Jingle bells

اللازمة أو القرار هو السطر أو السطور التي تتكرر في الموسيقى أو الشعر أو الأغنية. الأشكال الشعرية الثابتة التي تحوي اللازمة هي villanelle وvirelay وسستينة. قد تناقض اللازمة في الموسيقى الشعبية المقاطع الأُخَر لحنًا وإيقاعًا وانتسجامًا، وقد تتضمن مستوى أعلى من الحركية والنشاط غالبًا مع أجهزة إضافية.